# Solaria (collana)
Solaria è stata una collana di narrativa fantascientifica edita dalla Fanucci.

## Storia
Il primo numero uscì in edicola il 31 dicembre 1999, preceduto da un numero 0 promozionale. La collana era curata da Sandro Pergameno, una delle figure più note dell'editoria di settore e già direttore editoriale dell'Editrice Nord per un decennio.
All'esordio editoriale della collana fu istituito per breve tempo (dal 1999 al 2000) un premio letterario, il Premio Solaria (sulla falsariga del Premio Urania) per romanzi di fantascienza inediti in italiano. Fu pubblicato solo il vincitore della prima edizione (Il sicario di Laura Iuorio, nel 2001).
Sul finire del 2002, la collana cambiò veste grafica, dimensione e nomenclatura, assumendo il nome di Collezione Immaginario. Solaria, pubblicata fino al 2005.

## Elenco dei titoli

### Anno 2000 (uscite mensili)
0. La voce del vortice, Walter Jon Williams (numero speciale in copia omaggio)
1. Noir, K. W. Jeter
2. Miracoli e giuramenti, Nancy Kress
3. Mysterium, Robert Charles Wilson
4. La parabola del seminatore, Octavia E. Butler
5. Microgenesi, Will McCarthy
6. Avanti nel tempo, Robert J. Sawyer
7. Un secolo di ordinaria follia, John Barnes
8. Scolpire il cielo, Alexander Jablokov
9. Un futuro all'antica (antologia), Bruce Sterling
10. F.A.U.S.T., Serge Lehman
11. Fratello tarma, Patricia Anthony
12. Nel labirinto della notte, Allen Steele

### Anno 2001 (uscite bimestrali)
- 13 Miliardi di tappeti di capelli, Andreas Eschbach
- 14 Bios, Robert C. Wilson
- 15 Lo stato dell'arte, Iain Banks (antologia)
- 16 Un oscuro infinito, Gregory Benford
- 17 Il sicario, Laura Iuorio (Premio Solaria)
- 18 Teranesia, Greg Egan

### Anno 2002 (uscite bimestrali)
- 19 La fine di un'era, Robert J. Sawyer
- 20 Viaggio di luce, Alexander Jablokov
- 21 Nippon story, Andreas Eschbach
- 22 Angeli di seta, Maureen F. McHugh

### Solaria collezione (2000-2001)
1. Stazione Angelica, Walter Jon Williams
2. Progetto diaspora, Michael Kube-McDowell
3. Contagio, Nancy Kress
4. La parabola dei talenti, Octavia E. Butler
5. Processo alieno, Robert J. Sawyer
6. La divisione Cassini, Ken MacLeod
7. F.A.U.S.T. 2 - I difensori, Serge Lehman
8. Stelle di mare, Peter Watts

### Solaria speciale (2001)
- UFO - Attacco alla Terra, Robert Miall
- Star Trek - Sarek, A.C. Crispin
- Ai confini della realtà - vol. 1, Rod Serling
- Ai confini della realtà - vol. 2, Rod Serling
- Spazio 1999 - L'ultimo tramonto, Gianni Padoan

### Collezione Immaginario. Solaria (2002-2005)
1. Il risveglio di Erode, di Greg Bear
2. Pensa a Fleba, di Iain M. Banks
3. La leggenda della nave di carta - Racconti di fantascienza giapponese, AAVV (raccolta di racconti)
4. Miliardi di tappeti di capelli, di Andreas Eschbach
5. Esperienze estreme, di Christopher Priest
6. Memo, di Andrè Ruellan
7. I confini dell'evoluzione, di Ian McDonald
8. Perdido Street Station, di China Miéville
9. Misteri. I racconti gialli di Isaac Asimov, di Isaac Asimov
10. La genesi della specie, di Robert J. Sawyer
11. Una favolosa tenebra informe, di Samuel R. Delany
12. Volgi lo sguardo al vento, di Iain M. Banks
13. Il giorno dei trifidi, di John Wyndham
14. La città delle navi, di China Miéville
15. Le città del domani, a cura di Peter Crowther  (raccolta di racconti)
16. I figli di Erode, di Greg Bear
17. Il signore della svastica, di Norman Spinrad
18. Il treno degli dèi, di China Miéville

### Premio Solaria
- Il sicario, di Laura Iuorio (2001)